# Paweł Gil
Paweł Gil, né le 28 juin 1976 à Lublin, est un arbitre de football polonais. Il est licencié à la FIFA depuis 2009.

## Biographie
Le 30 juillet 2005, Paweł Gil officie pour la première fois en première division polonaise, lors du match Korona Kielce – Odra Wodzisław Śląski. Par la suite, en tant qu'arbitre principal de la ligue, il est présent régulièrement sur de nombreuses pelouses polonaises. Le 25 juillet 2009, il arbitre la Supercoupe de Pologne, puis la finale de la Coupe de Pologne deux ans plus tard, qui se terminent toutes les deux sur une séance de tirs au but.
Devenu « arbitre FIFA » entre-temps, il est autorisé à pratiquer son métier sur les pelouses internationales. Ainsi, il arbitre plusieurs matches de Ligue Europa à partir de 2009, dont un seizième de finale lors de la saison 2012-2013, lors de laquelle il officie pour la première fois en phase de groupes de Ligue des champions (il avait déjà arbitré un match de qualification en 2011), lors de la rencontre Chakhtar Donetsk – Nordsjælland.